# Comuna Maloivanivka, Perevalsk
Maloivanivka (în ucraineană Малоіванівка) este o comună în raionul Perevalsk, regiunea Luhansk, Ucraina, formată din satele Krasna Zorea, Maloivanivka (reședința) și Novoselivka.

## Demografie
Componența lingvistică a comunei Maloivanivka
     Ucraineană (96,57%)
     Rusă (3,43%)
Conform recensământului din 2001, majoritatea populației comunei Maloivanivka era vorbitoare de ucraineană (96,57%), existând în minoritate și vorbitori de rusă (3,43%).